# Aldo, Giovanni et Giacomo
 (janvier 2022).
La mise en forme du texte ne suit pas les recommandations de Wikipédia : il faut le « wikifier ».
Les points d'amélioration suivants sont les cas les plus fréquents. Le détail des points à revoir est peut-être précisé sur la page de discussion.
- Les titres sont pré-formatés par le logiciel. Ils ne sont ni en capitales, ni en gras.
- Le texte ne doit pas être écrit en capitales (les noms de famille non plus), ni en gras, ni en italique, ni en « petit »…
- Le gras n'est utilisé que pour surligner le titre de l'article dans l'introduction, une seule fois.
- L'italique est rarement utilisé : mots en langue étrangère, titres d'œuvres, noms de bateaux, etc.
- Les citations ne sont pas en italique mais en corps de texte normal. Elles sont entourées par des guillemets français : « et ».
- Les listes à puces sont à éviter, des paragraphes rédigés étant largement préférés. Les tableaux sont à réserver à la présentation de données structurées (résultats, etc.).
- Les appels de note de bas de page (petits chiffres en exposant, introduits par l'outil «  Source ») sont à placer entre la fin de phrase et le point final[comme ça].
- Les liens internes (vers d'autres articles de Wikipédia) sont à choisir avec parcimonie. Créez des liens vers des articles approfondissant le sujet. Les termes génériques sans rapport avec le sujet sont à éviter, ainsi que les répétitions de liens vers un même terme.
- Les liens externes sont à placer uniquement dans une section « Liens externes », à la fin de l'article. Ces liens sont à choisir avec parcimonie suivant les règles définies. Si un lien sert de source à l'article, son insertion dans le texte est à faire par les notes de bas de page.
- La présentation des références doit suivre les conventions bibliographiques. Il est recommandé d'utiliser les modèles {{Ouvrage}}, {{Chapitre}}, {{Article}}, {{Lien web}} et/ou {{Bibliographie}}. Le mode d'édition visuel peut mettre en forme automatiquement les références.
- Insérer une infobox (cadre d'informations à droite) n'est pas obligatoire pour parachever la mise en page.

Pour une aide détaillée, merci de consulter Aide:Wikification.
Si vous pensez que ces points ont été résolus, vous pouvez retirer ce bandeau et améliorer la mise en forme d'un autre article.
Aldo, Giovanni et Giacomo (en italien : Aldo, Giovanni e Giacomo) est un trio comique d'acteurs, d'auteurs et de metteurs en scène pour le théâtre et la télévision, et réalisateurs italiens, formé par Aldo Baglio, Giovanni Storti et Giacomo Poretti.
En évidence au cours des années 1990, ils ont acquis la notoriété auprès du grand public principalement grâce à leur premier film, Tre uomini e una gamba et à leur activité théâtrale.

## Biographie

### Débuts
Aldo Baglio, connu comme « Aldo » est né à Palerme mais élevé depuis son enfance à Milan où il y rencontre Giovanni Storti. Ensemble, ils étudient la danse mimique et fréquentent l'école de mélodrame du Théâtre de l'Arsenal de Milan. Giovanni, qui obtient son diplôme en 1977, et Aldo en 1978 prennent immédiatement part à divers spectacles de cabaret et jouent de petits rôles dans des séries télévisées, dont Professione vacanze auquel participe leur futur compagnon de scène, Giacomino Poretti, connu comme « Giacomo », qui à fait du cabaret dans le duo Hansel et Strudel avec sa future épouse Marina Massironi.

### Théâtre
Le trio s'est formé en 1991, quand Aldo et Giovanni rencontrent Giacomo et prennent le nom de scène Aldo, Giovanni et Giacomo et jouent au théâtre avec Marina Massironi.
Un début de notoriété arrive en 1995 grâce à la participation au spectacle Il Circo de Paolo Rossi, mis en scène par Giampiero Solari et avec I corti di Aldo, Giovanni & Giacomo, mis en scène en 1996 par Arturo Brachetti et Mai dire Gol que le trio obtient la consécration et initié  la collaboration avec Brachetti comme metteur en scène de tous leurs spectacles de théâtre ultérieurs .
En 2013, Aldo, Giovanni et Giacomo reviennent sur scène avec la tournée théâtrale Ammutta muddica  suivie en 2016 à l'occasion du 25e anniversaire du trio par le spectacle  Le Meilleur d'Aldo, Giovanni et Giacomo dans lequel ils réinterprètent leurs meilleurs sketches.

### Télévision
Le trio fait ses premières apparitions à la télévision à l'été 1992 au journal des fêtes, aux côtés de Gigi et Andrea et Zuzzurro et Gaspare ; la même année ils participent à Su la testa! par Paolo Rossi. L'année suivante, ils participent à Cielito lindo avec Claudio Bisio, mais la véritable affirmation remonte à la période 1994-1997 lorsqu'ils font partie du casting de Mai dire Gol, diffusé par Gialappa's Band.
Dans les années suivantes continuent d'être présents de manière cyclique, d'une part avec les rééditions télévisées de leurs spectacles et  avec des spéciaux comme Pur Purr Rid ! (2008), o Aldo Giovanni et Giacomo Live @ RadioItalia 2013, une soirée caritative dédiée à l' ASBL Alice for Children. Au fil des années, ils retournent brièvement travailler avec le groupe de Gialappa's band  dans Mai dire Domenica (2004) et font partie du casting de Che tempo che fa (2009). Ils sont aussi plusieurs fois sur la scène Zelig , ainsi qu'invités du Festival de Sanremo 2016  et, la même année, d'un épisode du Rischiatutto qui leur est consacré.

### Cinéma
Leur début sur grand écran remonte au 23 décembre 1997 avec Trois hommes et une jambe  dont ils sont à la fois réalisateurs et acteurs principaux, partageant la scène avec Marina Massironi et avec Massimo Venier comme scénariste et réalisateur .
Un an plus tard sort So is Life et Chiedimi se sono felice sorti en décembre 2000. En 2002 c'est au tour de La légende d'Al, John et Jack suivi en 2004 par Vous connaissez Claudia ?.
En 2006, ils sortent en salle une version de leur pièce théâtrale intitulée Anplagghed al cinema. Le trio revient au grand écran en 2008 avec Il cosmo sul comò, film à épisode réalisé par Marcello Cesena. En 2010, d'abord en février, ils participent en tant que voix narratrices au documentaire Oceani 3D, tandis qu'en décembre ils sont dirigés par Paolo Genovese dans La banda dei Santas. En 2014 le trio revient au cinéma avec Il ricco, il povero e il maggiordomo (it). En décembre 2016, sort en salle leur onzième film, Fuga da Reuma Park avec la participation de Ficarra e Picone recevant un accueil mitigé. Cet échec conduit Baglio, Storti et Poretti à mettre temporairement de côté les activités du trio. Le mois de janvier 2020 voit le retour du trio avec le film Je déteste l'été, qui marque de nouveau la collaboration avec Massimo Venier.

## Filmographie
La filmographie comprend les titres du trio

### Cinéma

#### Acteurs
- 1997 : Tre uomini e una gamba d'Aldo, Giovanni et Giacomo et Massimo Venier
- 1998 : La vie est comme ça d'Aldo, Giovanni et Giacomo et Massimo Venier
- 1999 : Tous les hommes du crétin de Paolo Costella
- 2000 : Demande-moi si je suis heureux d'Aldo, Giovanni et Giacomo et Massimo Venier
- 2002 : La Légende d'Al, John et Jack d'Aldo, Giovanni et Giacomo et Massimo Venier
- 2004 : Connaissez-vous Claudie ? de Massimo Venier
- 2006 : Anplagghed al cinema de Arturo Brachetti et Rinaldo Gaspari
- 2006 : Un fil autour du monde de Sophie Chiarello - court métrage
- 2008 : Le cosmos sur la commode de Marcello Cesena
- 2010 : La bande des Pères Noël de Paolo Genovese
- 2013 : Ammutta muddica au cinéma de Morgan Bertacca
- 2014 : Il ricco, il povero e il maggiordomo (it) d'Aldo, Giovanni et Giacomo et Morgan Bertacca
- 2016 : Fuga da Reuma Park (it) d'Aldo, Giovanni et Giacomo et Morgan Bertacca
- 2020 : Je déteste l'été de Massimo Venier
- 2022 : Le plus beau jour de nos vies de Massimo Venier

#### Réalisateurs
- 1997 : Trois hommes et une jambe, avec Massimo Venier
- 1998 : C'est la vie, avec Massimo Venier
- 2000 : Demande-moi si je suis heureux, avec Massimo Venier
- 2002 : La légende d'Al, John et Jack, avec Massimo Venier
- 2014 : Il ricco, il povero e il maggiordomo (it), avec Morgan Bertacca
- 2016 : Fuga da Reuma Park (it), avec Morgan Bertacca

#### Scénaristes
- 1997 : Trois hommes et une jambe d'Aldo, Giovanni et Giacomo et Massimo Venier
- 1998 : La vie est comme ça d'Aldo, Giovanni et Giacomo et Massimo Venier
- 2000 : Demande-moi si je suis heureux d'Aldo, Giovanni et Giacomo et Massimo Venier
- 2002 : La Légende d'Al, John et Jack d'Aldo, Giovanni et Giacomo et Massimo Venier
- 2004 : Connaissez-vous Claudie ? de Massimo Venier
- 2008 : Le cosmos sur la commode de Marcello Cesena
- 2010 : La bande des Pères Noël de Paolo Genovese
- 2014 : Il ricco, il povero e il maggiordomo (it) d'Aldo, Giovanni et Giacomo et Morgan Bertacca
- 2016 : Fuga da Reuma Park (it) d'Aldo, Giovanni et Giacomo et Morgan Bertacca
- 2020 : Je déteste l'été de Massimo Venier

#### Doublage
- 2010 : Océans 3D de Jean-Jacques Mantello

### Télévision
- 1992 : L'actualité des fêtes
- 1992 : Tête haute!
- 1993 : Ciel céleste
- 1993 : Détective d'une nuit
- 1993 : Le rire du cœur
- 1994 : Domenica in
- 1994-1997 : Ne jamais dire but
- 1998 : Humoriste
- 1999 : Spectacle Aldo Giovanni &amp; Giacomo
- 2004 : Ne jamais dire dimanche
- 2008 : Pur ronronnement débarrassé !
- 2009 : Che tempo che fa
- 2013 : Aldo Giovanni et Giacomo Live @ RadioItalia 2013
- 2017 : Aldo Giovanni et Giacomo en direct sur scène
- 2021 : Nous avons fait 30 ...

## Théâtre
- Bébé à bord (1991)
- Flashs d'été (1992)
- bagarres de mai (1993)
- Retour au gérondif (1993)
- Tempête dans l'air (1993)
- Le Cirque de Paolo Rossi (1995-1996)
- Les tribunaux d'Aldo, Giovanni &amp; Giacomo (1995-1998) [27]
- Tel chi el telun (1999)
- J'aurais pu être offensé ! (2001)
- Anplagged (2006)
- Ammutta muddica (2012-2013)
- Le meilleur d'Aldo, Giovanni et Giacomo (2016)

## Campagnes publicitaires
- 1994 : L'Unità
- 1994-1995 : Mémoires
- 1996 : Unicars
- 1998-2003 : Yomo
- 2005-2013 : Wind

## Jeux vidéo
- 2001 : Zéro comico[28]

## Citations dans d'autres médias
- Le trio, sous forme de bande dessinée, est apparu dans Mickey Mouse no 2769, dans l'histoire de Donald Duck & Paperoga dansTrois canards à l'intérieur d'un cinéma sous le nom parodié de Baldo, Gionni et Giacomino, le 17 décembre 2008, deux jours avant la sortie au cinéma d'Il cosmo sul comò[29].
- Dans la version italienne du dessin animé Sonic X, dans l'épisode Seasickness, le Dr Eggman mentionne Aldo, Giovanni et Giacomo dans une série de noms possibles pour ses nouvelles inventions.
- Dans la version italienne du jeu vidéo Halo Infinite, il y a un Easter egg (œuf de Pâques), qui rend hommage au sketch sarde avec le comte Dracula dans I corti di Aldo, Giovanni &amp; Giacomo, à travers la citation d'une phrase de Nico : « Je te retire la moelle épinière et je joue l'adagio d'Albinoni ! »[30].

## Récompenses et distinctions
- Ruban d'argent spécial « pour l'utilisation intelligente du short dans Tre uomini e una gamba » en 1998[31].
- Telegatto « pour le meilleur événement télévisé » avec Aldo, Giovanni & Giacomo Show en 2000.
- Prix Vittorio De Sica pour « le cinéma italien » en 2004[32].
- Prix de la ville de Sanremo pour « 25 ans de carrière » en 2016[33].
- Prix Flaiano pour l'ensemble de sa carrière en 2020 [34].

## Biographie
- Nico e i suoi fratelli, Baldini & Castoldi, 1996
- In televisione sembravano più alti, Baldini & Castoldi, 1998
- a cura di Michele Brambilla, Tre uomini e una vita, Mondadori, 2016 (ISBN 978-88-04-66998-2)